# Ефимовка (Оренбургская область)
Ефимовка — село в Курманаевском районе Оренбургской области России.  Административный центр и единственный населённый пункт муниципального образования «сельское поселение Ефимовское»  (Ефимовский сельсовет).

## История
После того, как Екатерина II разрешила переселение крестьян (назывались ходоками, заводчиками, зачинщиками, садчиками и т. п.), в России во многих местах возникают села. Не исключение стала и территория Оренбуржья.
1784 год — переселенцы из Курской губернии (крестьянин Ефим — основатель села) выбирают местом для поселения нынешнюю Ефимовку.

## Транспортная система
Улицы: Победы

## Организации
- МАОУ «Ефимовская СОШ»[4]

## Мероприятия
- 27 июня — юбилей села[3].

## Известные жители и уроженцы
- Летчик-космонавт Г. М. Манаков
- Член Совета Федерации РФ А. С. Матвеев
- Генеральный директор Оренбургской теплогенерирующей компании А. А. Влазнев
- Династия ученых Ивановых
- Кандидаты наук: П. Я. Митин, Т. И. Булибин, И. П. Семыкин, И.А. Влазнев.
- Директор АО «Куйбышева»
- Заслуженный работник культуры С. В. Гришанова[3].

## Достопримечательности
- Парк отдыха